# 孤沙锥
为鹬科沙锥属的鸟类。是一種小型矮壯的涉禽。它分布於從伊朗東北到韓國和日本的古北界。该物种的模式产地在尼泊尔。

## 描述
孤沙锥体重约140.11克，翼长约160.2毫米，嘴峰长约75.9毫米，喙宽度约4.3毫米，喙厚度约6.9毫米，跗蹠长约32.6毫米，尾长约63.5毫米。
這是一種體型大且沉重的鷸，身長約29–31 公分，擁有矮壯的身體和相對於涉禽而言較短的腿。它的上部、頭部和頸部上都有中等棕色的條紋和白色羽毛邊緣形成的條紋。臉部呈現白色。胸部為薑棕色，腹部為白色，側面有棕色的條紋。棕色和黑色的喙又長又直，且相對纖細。腿和腳的顏色從黃橄欖色到黃棕色不等。雌雄所有的羽色都相似，但雌性的平均體型較大。

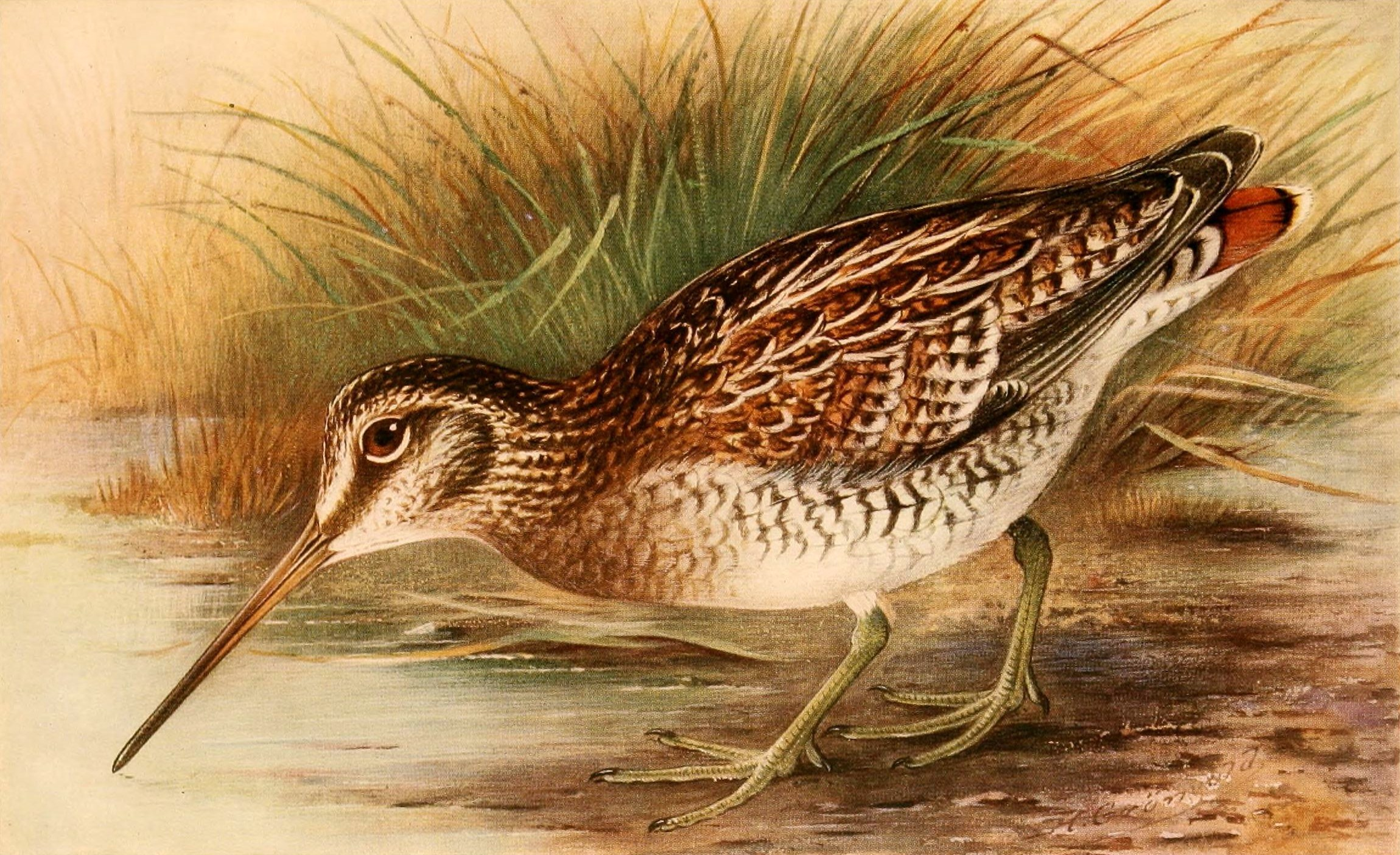
An artist's illustration.

有兩個非常相似的亞種。指名亞種G. s. solitaria分布廣泛。G. s. japonica的繁殖區域尚不明確，但其顏色較紅且上部較少白色，冬季時會出現在日本。
孤田鹬起飛時會發出嘶啞的kensh叫聲，在展示時會發出遙遠可聞的chok-a-chok-a叫聲。
孤田鹬的飛行速度相對較慢且沉重。

## 亚种
- 指名亚种 ：分布于亚洲中部的高山；越冬于巴基斯坦和北印度。在中国大陆，分布于新疆、甘肃、青海、四川、云南、西藏等地。该亚种的模式产地在尼泊尔。[3]
- 东北亚种 ：分布于库页岛和中国东北地区；冬季韩国、日本和中国东部地区。[4]该亚种的模式产地在日本。[5]

## 分布與棲地
孤田鹬主要分布在東亞山區的不連續地帶，包括俄羅斯東部、哈薩克、吉爾吉斯和蒙古。許多鳥類會在高山地區過冬，或在惡劣天氣下移至山下，但也有部分遷徙，冬季會出現在伊朗東北部、巴基斯坦、印度北部、孟加拉、東中國、韓國、日本和薩哈林。

## 行為
這種鷸在海拔約2400米至5000米的山區沼澤和河谷繁殖。當不繁殖或遷徙時，通常出現在較低海拔的相似沼澤地和濕地。
孤田鷸在繁殖的濕地，挑選較乾燥地區用乾草築成碟形巢穴。巢隱藏在茂密的草叢或莎草叢中。
這種鳥有一種空中的展示行為，會在高空中盤旋，接著快速俯衝，並在此過程中發出由改良外尾羽震動而產生的「drumming」聲音。
孤田鹬通過將其長喙深深插入泥中尋找無脊椎動物，如昆蟲和蠕蟲，以及種子和植物進行覓食。它相當容易接近，但若感到驚嚇，會伏低身體，並且其隱蔽的羽色在靜止不動時能有效地隱藏在沼澤植被中。當受到驚嚇時，它會在短暫且緩慢的飛行後返回沼澤地。

## 圖庫

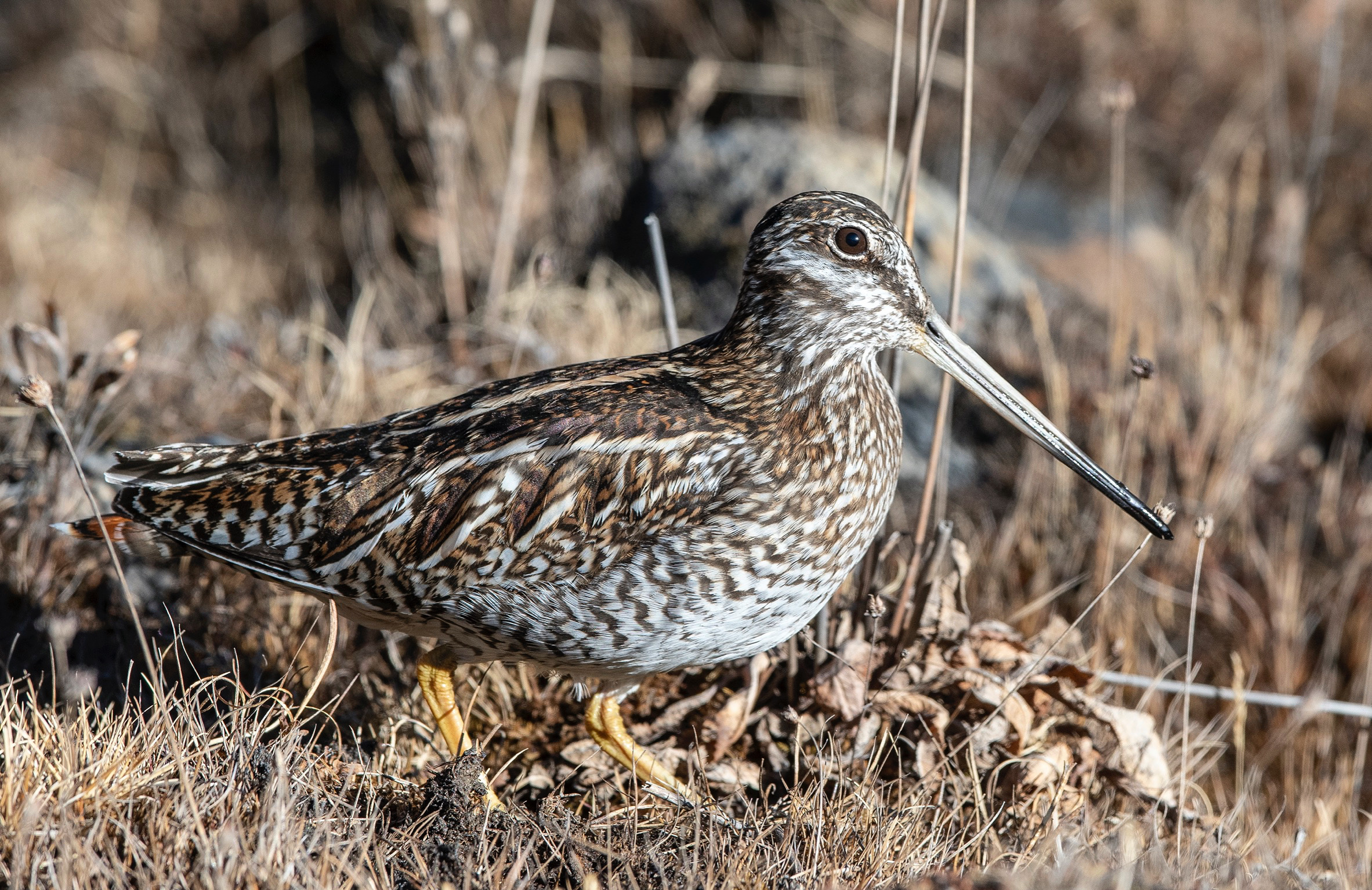
孤田鷸